# Сан Микеле (Бари)
Сан Микеле (итал. San Michele) је насеље у Италији у округу Бари, региону Апулија.
Према процени из 2011. у насељу је живело 6 становника. Насеље се налази на надморској висини од 354 м.